# Òrbita de Kepler

Una òrbita de Kepler el·líptica amb una excentricitat de 0,7, una òrbita de Kepler parabòlica i una òrbita de Kepler hiperbòlica amb una excentricitat d'1,3. La distància al punt focal és una funció de l'angle polar relatiu a la línia horitzontal tal com dona l'equació ((13))

En mecànica celeste, una òrbita de Kepler (o òrbita de Kepler, que rep el nom de l'astrònom alemany Johannes Kepler) és el moviment d'un cos respecte a un altre, com una el·lipse, paràbola o hipèrbola, que forma un pla orbital bidimensional en tres dimensions. espai dimensional. Una òrbita de Kepler també pot formar una línia recta. Considera només l'atracció gravitatòria puntual de dos cossos, deixant de banda les pertorbacions degudes a les interaccions gravitatòries amb altres objectes, l'arrossegament atmosfèric, la pressió de la radiació solar, un cos central no esfèric, etc. Així, es diu que és una solució d'un cas especial del problema de dos cossos, conegut com el problema de Kepler. Com a teoria de la mecànica clàssica, tampoc no té en compte els efectes de la relativitat general. Les òrbites keplerianes es poden parametritzar en sis elements orbitals de diverses maneres.

## Introducció
Des de l'antiguitat fins als segles XVI i XVII, es creia que els moviments dels planetes seguien camins geocèntrics perfectament circulars tal com ensenyaven els filòsofs grecs Aristòtil i Ptolemeu. Les variacions en els moviments dels planetes es van explicar per camins circulars més petits superposats al camí més gran (vegeu epicicle ). A mesura que les mesures dels planetes es van fer cada cop més precises, es van proposar revisions de la teoria. El 1543, Nicolau Copèrnic va publicar un model heliocèntric del Sistema Solar, tot i que encara creia que els planetes viatjaven en camins perfectament circulars centrats en el Sol.

## Desenvolupament de les lleis
El 1601, Johannes Kepler va adquirir les observacions exhaustives i minucioses dels planetes fetes per Tycho Brahe. Kepler passaria els propers cinc anys intentant adaptar les observacions del planeta Mart a diverses corbes. El 1609, Kepler va publicar les dues primeres de les seves tres lleis del moviment planetari. La primera llei diu:
L'òrbita de cada planeta és una el·lipse amb el sol en un focus.
De manera més general, la trajectòria d'un objecte en moviment keplerià també pot seguir una paràbola o una hipèrbola, que, juntament amb les el·lipses, pertanyen a un grup de corbes conegudes com a seccions còniques. Matemàticament, la distància entre un cos central i un cos en òrbita es pot expressar com:
{\displaystyle r(\theta )={\frac {a(1-e^{2})}{1+e\cos(\theta )}}}on:
- és la distància
- és el semieix major, que defineix la mida de l'òrbita
- és l'excentricitat, que defineix la forma de l'òrbita
- és la veritable anomalia, que és l'angle entre la posició actual de l'objecte en òrbita i la ubicació de l'òrbita en la qual està més a prop del cos central (anomenada periapsis).

Alternativament, l'equació es pot expressar com:
{\displaystyle r(\theta )={\frac {p}{1+e\cos(\theta )}}}On {\displaystyle p} s'anomena semi-latus recte de la corba. Aquesta forma de l'equació és especialment útil quan es tracta de trajectòries parabòliques, per a les quals el semieix major és infinit.
Tot i desenvolupar aquestes lleis a partir d'observacions, Kepler mai va ser capaç de desenvolupar una teoria per explicar aquests moviments.

### Isaac Newton
Entre 1665 i 1666, Isaac Newton va desenvolupar diversos conceptes relacionats amb el moviment, la gravitació i el càlcul diferencial. No obstant això, aquests conceptes no van ser publicats fins al 1687 als Principia, en què esbossava les seves lleis del moviment i la seva llei de gravitació universal. La seva segona de les seves tres lleis del moviment diu:

Els mecanismes de la llei de la gravitació universal de Newton; una massa puntual m _{1} atrau una altra massa puntual m _{2} per una força F _{2} que és proporcional al producte de les dues masses i inversament proporcional al quadrat de la distància (r) entre elles. Independentment de les masses o la distància, les magnituds de F _{1} F _{2} sempre serà igual. G és la constant gravitatòria.

L'acceleració d'un cos és paral·lela i directament proporcional a la força neta que actua sobre el cos, és en la direcció de la força neta i és inversament proporcional a la massa del cos:
On:
- és el vector de força
- és la massa del cos sobre la qual actua la força
- és el vector acceleració, la segona derivada temporal del vector posició

En sentit estricte, aquesta forma de l'equació només s'aplica a un objecte de massa constant, la qual cosa és cert en funció de les suposicions simplificadores que es fan a continuació.
La llei de la gravitació de Newton diu:
Cada massa puntual atrau qualsevol massa puntual mitjançant una força que apunta al llarg de la línia que talla ambdós punts. La força és proporcional al producte de les dues masses i inversament proporcional al quadrat de la distància entre les masses puntuals:
on:
- és la magnitud de la força gravitatòria entre les dues masses puntuals
- és la constant gravitatòria
- és la massa de la primera massa puntual
- és la massa de la segona massa puntual
- és la distància entre les dues masses puntuals

A partir de les lleis del moviment i la llei de la gravitació universal, Newton va poder derivar les lleis de Kepler, que són específiques del moviment orbital en astronomia. Com que les lleis de Kepler estaven ben recolzades per les dades d'observació, aquesta consistència va proporcionar un fort suport a la validesa de la teoria generalitzada de Newton i unificava la mecànica celeste i ordinària. Aquestes lleis del moviment van formar la base de la mecànica celeste moderna fins que Albert Einstein va introduir els conceptes de relativitat especial i general a principis del segle xx. Per a la majoria de les aplicacions, el moviment keplerià aproxima els moviments dels planetes i satèl·lits amb uns graus de precisió relativament alts i s'utilitza àmpliament en astronomia i astrodinàmica.